# 卡拉沃县

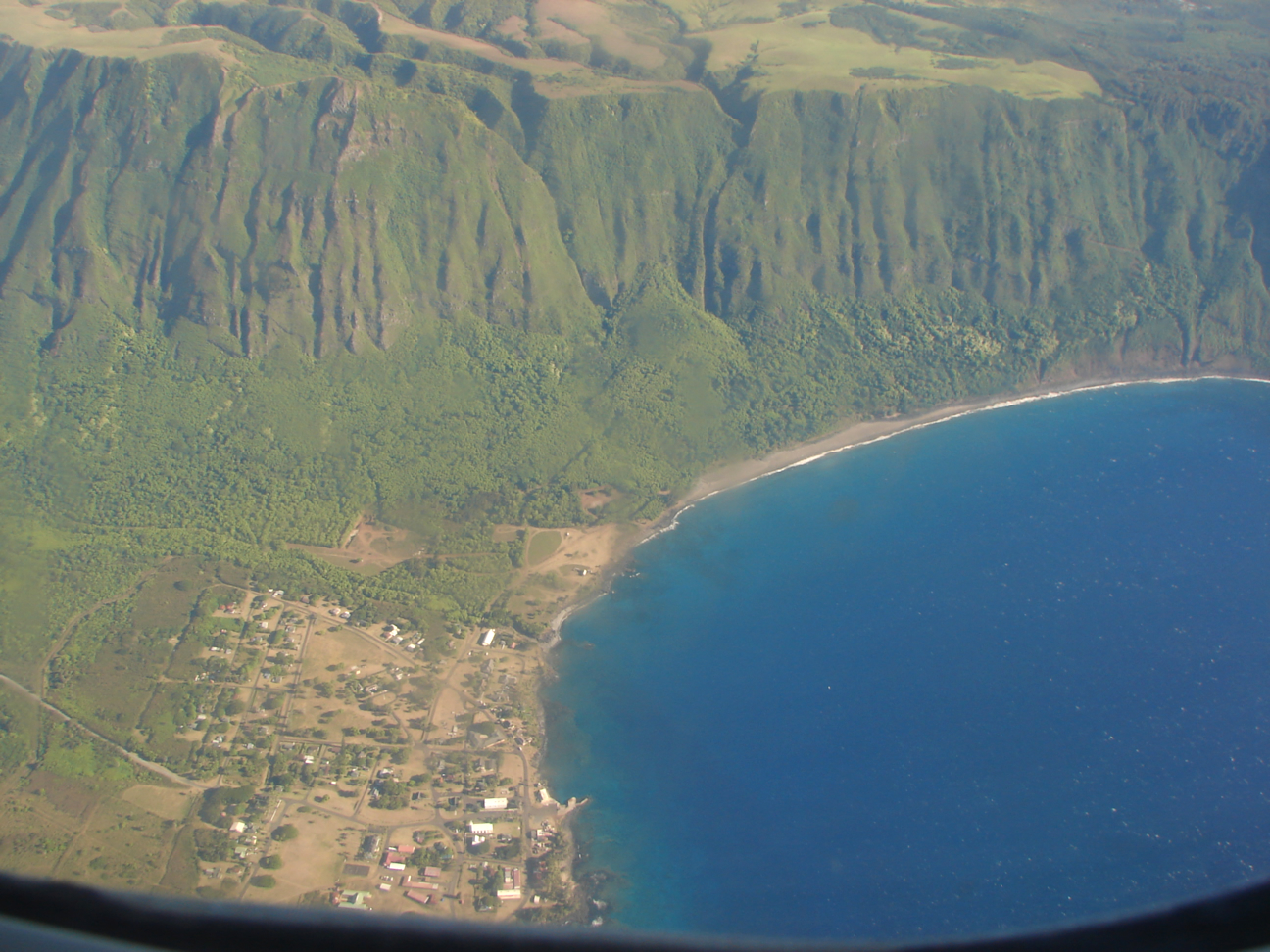
卡拉沃县的主要人口集中地，卡劳帕帕。

卡拉沃县（英語：Kalawao County）是美國夏威夷州的一個縣，位於莫洛凱島北部的卡勞帕帕半島上。陸地面積34平方公里，是美國陸地面積最小的縣。根據美國2000年人口普查，共有人口147人，是美國第二少。無縣治，當地事務由夏威夷州衛生局在居民中指派一名治安官管理。
成立於1905年，1969年以前屬痲瘋病隔離區。縣名可能來自縣內同名的村莊。

## 概述
整個卡拉瓦歐县位於摩洛凱島，而其餘摩洛凱島的土地皆屬於茂宜郡。雖然茂宜郡並沒有對位於卡拉瓦歐县內的卡劳帕帕、卡拉沃和威可洛這三個小鎮擁有管轄權，一些地圖卻將它們，以致整個卡拉瓦歐县都劃為茂宜郡。
卡拉瓦歐县並没有县政府，而執行县長職責的是當地的治安官。該治安官是於州卫生署舉辦的選舉中，由當地人民選出。
根據2010年人口普查，卡拉瓦歐县擁有人口90人，並且是人口第二少的縣份，僅次洛文縣。

## 地理
根據2000年人口普查，卡拉沃县的面積為52.33平方英里（135.5平方）。其中有39.12平方英里（101.3平方），即74.76%的土地為水域，而大部份水域皆為太平洋。若無視其水域領土，卡拉沃县是全美面積最小的縣。

### 行政区划
传统上，卡拉沃县是由四個區域組成。
| 排名 | 行政区划   | 面積 mi² | 面積 km² | 人口 |
| ---- | ---------- | -------- | -------- | ---- |
| 1    | 卡劳帕帕   | 2.079    | 5.385    | 122  |
| 2    | 馬卡那魯亞 | 3.229    | 8.363    | 8    |
| 3    | 卡拉沃     | 3.294    | 8.531    | 9    |
| 4    | 威可洛     | 5.544    | 14.359   | 0    |
|      | 卡拉沃县   | 14.146   | 36.638   | 139  |

卡劳帕帕位于卡劳帕帕半岛西侧，馬卡那魯亞由卡劳帕帕半岛中部延伸至北部，而卡劳帕帕機場則位於馬卡那魯亞北部。卡拉沃位於卡劳帕帕半岛东部海岸，而威可洛，一個無人地帶，則位於半岛南部。

### 毗邻县
卡劳帕帕唯一一個毗邻县為南部的茂宜郡。

## 人口
| 调查年                                  | 人口  | 备注 | %±     |
| --------------------------------------- | ----- | ---- | ------ |
| 1900                                    | 1,177 |      | —      |
| 1910                                    | 785   |      | −33.3% |
| 1920                                    | 667   |      | −15.0% |
| 1930                                    | 605   |      | −9.3%  |
| 1940                                    | 446   |      | −26.3% |
| 1950                                    | 340   |      | −23.8% |
| 1960                                    | 279   |      | −17.9% |
| 1970                                    | 172   |      | −38.4% |
| 1980                                    | 144   |      | −16.3% |
| 1990                                    | 130   |      | −9.7%  |
| 2000                                    | 147   |      | 13.1%  |
| 2010                                    | 90    |      | −38.8% |
| 美国十年人口普查 1900年至1990年历史人口 |       |      |        |

根據2000年人口普查，卡拉沃县擁有147居民、115住戶和21家庭。其人口密度為每平方英里11居民（每平方公里4居民）。卡拉沃县擁有172間房屋单位，其密度為每平方英里13 間（每平方公里5間）。布里斯托縣的人口是由25.85%白人、17.01%黑人、48.30%太平洋岛民、2.72%其他種族和6.12%混血构成。而西班牙裔或拉丁美洲人僅佔人口4.08%。
在115住户中，有1.70%擁有一個或以上的兒童（18歲以下）、16.50%為夫妻、2.60%為單親家庭、而有80.90%為非家庭。其中79.10%户人為獨居，31.30%為同居長者。平均每戶有1.28人，而平均每個家庭則有2.27人。在147居民中，有2.00%為18歲以下、1.40%為18至24歲、18.40%為25至44歲、46.30%為45至64歲以及32.00%為65歲以上。人口的年齡中位數為59歲，而每100個女性就有98.60男性。自1990年的人口普查顯示，卡拉沃县的人口都在逐漸減少。另外，卡拉沃县亦是全美最貧窮的縣。